# Retrato de uma Cortesã (Caravaggio)
Retrato de uma Cortesã (também conhecido como Retrato de Fillide) foi uma pintura do mestre Barroco, Michelangelo Merisi da Caravaggio. Pintado entre 1597 e 1599, foi destruído em Berlim em 1945 e é conhecido apenas por fotografias. Tem sido sugerido que o retrato representa a deusa Flora.

## Interpretação
Estudiosos anteriores identificaram a flor que ela pressiona contra o peito como flor de laranjeira ou bergamota, símbolo de casamento e fidelidade, e reivindicaram o assunto como Caterina Campi, esposa do amigo de Caravaggio, Onorio Longhi. O estudioso de Caravaggio, John Gash, no entanto, identifica as flores como "definitivamente jasmim", símbolo do amor erótico e, portanto, mais adequado para uma cortesã do que para uma respeitável mulher casada. O retrato pertencia ao patrono de Caravaggio, Marchese Vincenzo Giustiniani, e o inventário de 1638 da coleção Giustiniani lista um "retrato de uma cortesã chamada Fillide", identificada pelos estudiosos modernos como Fillide Melandroni. Mas o comissário era o nobre cliente de Fillide, Giulio Strozzi, a quem ela legou a pintura em seu testamento de 8 de outubro de 1614. Em 2017, o artista da Tasmânia, Johannes Verhoeff, recebeu a tarefa de criar 2 versões do 'Retrato de uma cortesã' no MONA (Museu do Velho e do Novo, Hobart Tasmânia). Isso foi parte de um experimento para determinar se uma teoria apresentada pela especialista em Caravaggio, Dra. Roberta Lupucci de Florença, Itália, poderia ser verdadeira. Lapucci propôs que a pintura original foi feita com a ajuda de vários dispositivos ópticos que causavam uma distorção facial que se dizia ser bastante perceptível no retrato. Verhoeff foi encarregado de fazer uma recriação com a distorção original, enquanto a segunda pintura foi criada para representar Fillide como ela poderia parecer sem a distorção óptica. Ambas as pinturas agora pertencem ao MONA.
Fillide figurou com destaque na obra de Caravaggio nos anos finais da década de 1590, aparecendo como Santa Catarina, como Maria em Marta e Maria Madalena e como Judite em Judite Decapitando Holofernes. Ela pode ter aparecido com ainda mais frequência - um número considerável de obras de Caravaggio está agora perdido, mas ela parece desaparecer de suas pinturas depois de 1599. Se patronos sofisticados como Giustiniani representavam um pólo da vida de Caravaggio, o mundo de Fillide era o outro. Ela era uma das prostitutas mais bem-sucedidas de Roma, muito procurada pela elite romana; mas ela teve sua verdadeira existência nas ruas. Em fevereiro de 1599, ela foi presa junto com um jovem chamado Ranuccio Tomassoni, que parece ter sido seu cafetão (ele vinha de boa família, mas aparecia continuamente nos registros policiais na companhia de prostitutas, e não como cliente) , e acusada de criar um distúrbio relacionado a uma festa barulhenta de carnaval em sua casa. Os amigos de Fillide incluíam outra prostituta, Anna Bianchini, que modelou para Caravaggio como Maria Madalena em sua Madalena Penitente, como Marta (oposto de Filide) em Marta e Maria Madalena, e como a Mãe de Cristo em Repouso na Fuga para o Egito. Tomassoni também apareceria novamente, mas não em pinturas: em 1606 Caravaggio matou Tomassoni na tentativa de castrá-lo.